# Espédaillac
Espédaillac é uma comuna francesa na região administrativa de Occitânia, no departamento de Lot. Estende-se por uma área de 34,93 km². Em 2010 a comuna tinha 273 habitantes (densidade: 7,8 hab./km²).